# Ghiacciaio Rainy
Il ghiacciaio Rainy (Rainy Glacier) è un ghiacciaio minore situato nell'Alaska (Stati Uniti) nel Census Area di Valdez-Cordova.

## Dati fisici
Il ghiacciaio, che ha un orientamento sud-ovest/nord-est, si trova all'estremità nord-occidentale della Foresta Nazionale di Chugach (Chugach National Forest). È lungo più o meno 2,5 km, largo al massimo un chilometro. Scorre parallelamente al più grande e sottostante ghiacciaio Tebenkof. Nasce nel gruppo montuoso Chugach (estremità nord-occidentale). Il fronte termina (a circa 400  m s.l.m.) sopra il braccio di mare Blackstone Bay che si apre sul passaggio di mare Port Wells che fa parte dello Stretto di Prince William (Prince William Sound). La sorgente del ghiacciaio è a circa 1.100 m s.l.m. di quota.
Altri ghiacciai vicini al Rainy sono:
| Nome del ghiacciaio | Quota alle coordinate indicate (m s.l.m.) | Coordinate             | Distanza e direzione dal ghiacciaio |
| ------------------- | ----------------------------------------- | ---------------------- | ----------------------------------- |
| Tebenkof Glacier    | 536                                       | 60°40′44″N 148°31′54″W | 4 km verso nord                     |
| Ripon Glacier       | 530                                       | 60°40′13″N 148°35′27″W | 4 km verso nord-ovest               |
| Lawrence Glacier    | 674                                       | 60°39′09″N 148°36′31″W | 4 km verso ovest                    |
| Marquette Glacier   | 597                                       | 60°38′27″N 148°38′22″W | 5 km verso ovest                    |

Il ghiacciaio è circondato dai seguenti monti (tutti appartenenti al gruppo montuoso del Chugach):
| Nome del monte       | Altezza (m s.l.m.) | Coordinate             | Distanza e direzione dal ghiacciaio |
| -------------------- | ------------------ | ---------------------- | ----------------------------------- |
| Baird Peak           | 999                | 60°44′38″N 148°43′37″W | 15 km verso nord-ovest              |
| Shakespeare Shoulder | 942                | 60°45′12″N 148°42′46″W | 15 km verso nord-ovest              |
| Carpathian Peak      | 1.782              | 60°41′24″N 148°49′50″W | 16 km verso ovest                   |

## Storia
I ghiacciai della baia Blackstone furono mappati per la prima volta da Grant e Higgins nel 1913. Il ghiacciaio è stato nominato nel 1913, dai cartografi della U.S. Grant (United States Geological Survey).

## Accessi e turismo
Il ghiacciaio è visibile dal braccio di mare Passage Canal che è raggiungibile solamente via mare da Whittier (20 km circa) a da Valdez (150 km circa). Durante la stagione turistica sono programmate diverse escursioni via mare da Whittier per visitare il ghiacciaio e quelli vicini.

## Alcune immagini

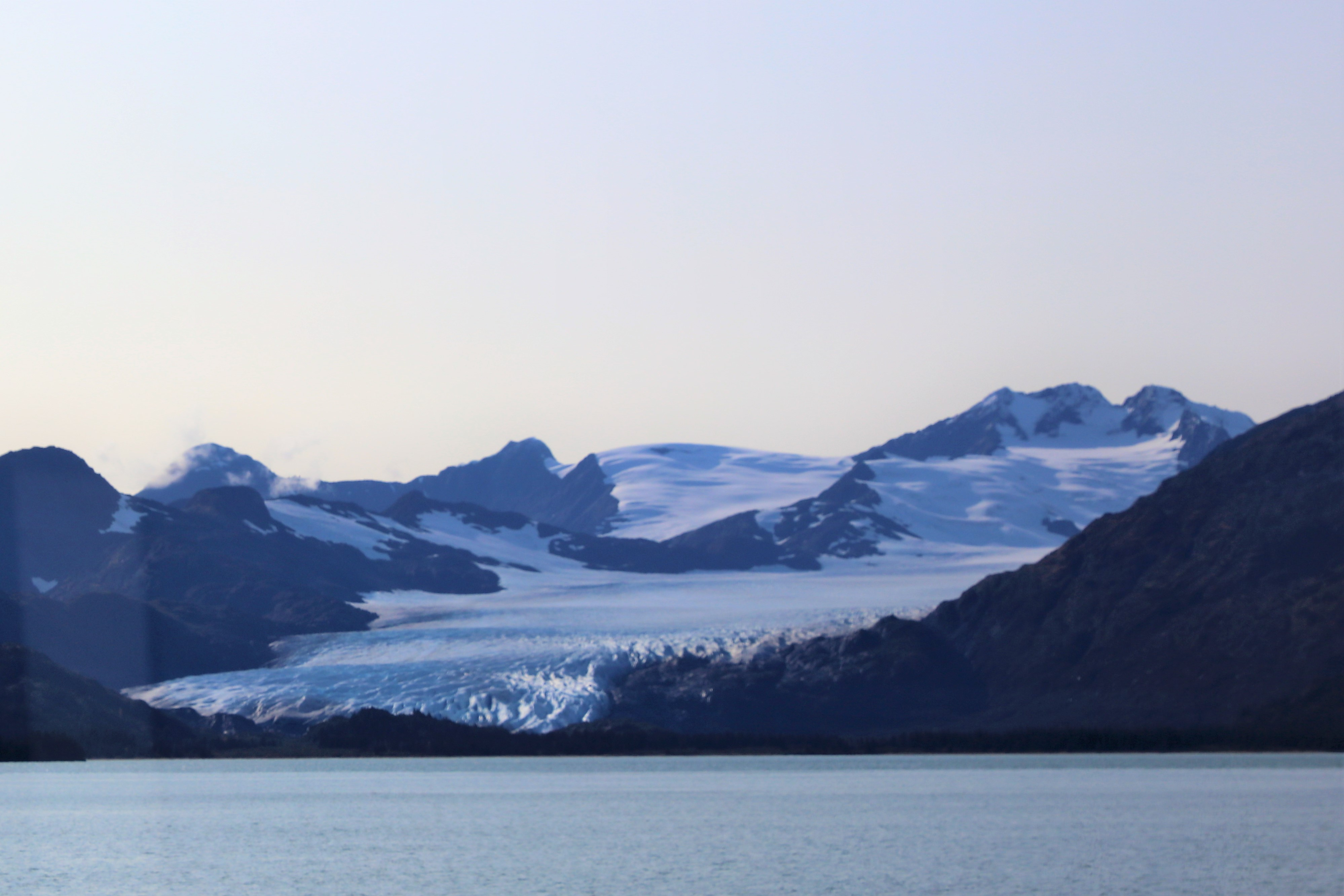
Il ghiacciaio Rainy sopra il ghiacciaio Tebenkof